# Leicester West (circonscription britannique)

Leicester West dans le Leicestershire.

La circonscription de Leicester West est une circonscription électorale anglaise située dans le Leicestershire, et représentée à la Chambre des communes du Parlement britannique depuis 2010 par Elizabeth Kendall du Parti travailliste.